# Прохождение (игры)
Прохождение — пошаговое руководство, последовательность действий для успешного завершения всей видеоигры или её отдельных частей.
Изначально прохождения существовали в виде текстовых описательных инструкций в тематических журналах. По данным исследования, проведенного в Финляндии в 2015 году, с ростом доступности компьютеров и интернета прохождения стали всё чаще создаваться в формате видеороликов. Согласно результатам исследования, видео прохождения смотрят главным образом мужчины, средний возраст которых составляет 23 года.

## История
Первые прохождения появились на страницах журналов о видеоиграх, а также на электронных досках объявлений. Кроме этого, с конца 1980-х годов до середины 2000-х годов в США был крайне популярен формат прохождений, доступных через телефонные «горячие линии». Несмотря на рост популярности размещённых в интернете прохождений, текстовые пошаговые руководства по-прежнему распространяются сегодня как в печатных, так и в цифровых форматах. К числу первых можно отнести издательство Prima Games. Текстовые руководства размещаются на многих игровых сайтах, таких как IGN, GamesRadar и GameFAQs. В число российских аналогов входят, например, порталы StopGame и GameGuru. Одним из самых популярных ресурсов, на котором размещались руководства по прохождению игр, вплоть до своего закрытия в 2015 году оставался сайт журнала Computer and Video Games (CVG) — computerandvideogames.com.
Прохождения, существующие в цифровом формате, чаще всего предназначены для помощи игрокам в выполнении определённых задач в видеоиграх, однако в отличие от текстовых и телефонных руководств могут носить и сугубо развлекательный характер. Цифровые прохождения обычно размещаются на видеохостингах, таких как YouTube, или транслируются в реальном времени на стриминговых сервисах (например, Twitch.tv).
Отдельным жанром прохождений можно назвать летсплеи, которые в первую очередь ориентированы на развлечение, а не на информирование зрителя.

## Формат
Общепринятого формата текстовых прохождений не существует, однако имеется большое количество пошаговых инструкций по написанию руководств к прохождению. Многие порталы, посвящённые индустрии компьютерных игр, выпускают прохождения как в текстовом, так и в видеоформате.
В случае с видеопрохождениями существует несколько различных способов для записи игрового процесса. К основным относятся использование стороннего программного обеспечения для записи экрана, встроенных функций записи в некоторых эмуляторах или с помощью устройства видеозахвата, подключенного к игровой консоли или компьютеру. В некоторых видеоиграх (например, Grand Theft Auto V), присутствует встроенная опция записи, позволяющая игрокам записывать и редактировать игровой процесс, а также делиться результатом с другими пользователями.

## Мотивация
В результате проведённого в 2016 году Максом Шёблом и Юхо Хамари из Университета Тампере исследования, посвященного причинам интереса зрителей к прохождениям, было установлено, что пять основных мотиваторов — улучшение игрового опыта, уверенности, знаний об определённой игре, общение и попытка «сбежать» или отвлечься от повседневной жизни. Пошаговые руководства могут «вести» игроков на протяжении всей игры или только её определённых частей, а также могут служить в качестве инструкций по поиску редких предметов коллекционирования или открытию внутриигровых достижений.
По словам Барбары Ортутай из Associated Press, пользователи «рассматривают прямые трансляции или их записи не только как способ улучшить свои способности, но также как возможность общения с известными игроками в чатах или просто развлечения». Портал GameRadar+ сравнил просмотр прохождений с потреблением контента сервиса Netflix.
Некоторые игроки смогли сформировать коммерчески жизнеспособную бизнес-модель путём записи прохождений видеоигр и создания одновременно информативного и развлекательного продукта. В результате притока игроков, загружающих или транслирующих свой контент, были созданы специальные платформы, призванные помочь создателям контента и существующие за счёт процента от выручки от рекламы.

## Демография
В феврале 2015 года учёными из Университета Тампере в Финляндии было проведено исследование, посвящённое феномену популярности видеопрохождений. Респонеденты были привлечены путём самоотбора (более 93 % сообщили, что имеют учетную запись Twitch.tv). На основе 1091 подтвержденного ответа было установлено, что средний возраст смотрящего составляет 23 года, а 92,3 % респондентов — мужчины. Большинство респондентов зарабатывали менее десяти тысяч долларов в год и имели только среднее образование (52,19 %).